# Йозеф Шмід
Йозеф Шмід (20 квітня 1850, Сучава, Австрійська імперія — 8 червня 1921, Чернівці, Румунія) — римо-католицький священник, прелат, почесний доктор Чернівецького університету, Почесний громадянин міста Чернівці

## Біографія
Народився Йозеф Шмід 20 квітня 1850 року у місті Сучава (Південна Буковина). Там же закінчив гімназію. Потім вивчав теологію у Львові. На короткий час повернувся на Буковину і служив у місті Серет. Незабаром призначається військовим капеланом до Боснії, пізніше служив у Львові, Кракові та Перемишлі.
20 листопада 1893 року дістав посаду чернівецького священника і з цього часу уже не пориває зв'язок з Чернівцями. Він став настоятелем церкви (Костелу Воздвиження Святого Хреста) у той час, коли все жвавіше ставав національний рух буковинських німців, всіляко сприяв йому. Йозеф Шмід розумно і тактовно умів пом'якшувати суперечки та налагоджувати національні і конфесійні стосунки. Він вільно володів німецькою, українською, польською та румунською мовами.
Перша світова війна стала для всіх новим випробуванням. Чернівці потрапили під російську окупацію. Йозеф Шмід не покинув міста в той час, коли населення переживало важкі часи.
1 листопада 1914 року Святий Престол призначає його генеральним вікарієм на окупованій росіянами частині Буковини.
З небезпекою для свого життя Йозеф Шмід надає у себе притулок усім нужденним чернівчанам — без різниці в національності.
1916 року цісар відзначив його «Духовним Хрестом за службу» на біло-червоній стрічці. Наприкінці війни саме Йозеф Шмід освятив великий солдатський цвинтар на християнському кладовищі у Чернівцях.
1918 року прелат Шмід отримав почесне звання доктора Чернівецького університету і звання Почесного громадянина Чернівців.
Помер Йозеф Шмід 8 червня 1921 року у Чернівцях. Поховали його на старому християнському цвинтарі Чернівців на почесному місці, ховати його прийшло багато чернівецьких громадян.
Прелат Йозеф Шмід був священником, який найдовше (1893–1921) служив у костелі Воздвиження Святого Хреста у Чернівцях, у середині костелу знаходиться присвячена йому мармурова меморіальна дошка.

## Нагороди
- Золотий Хрест за службу (Хрест Заслуг) (1893);
- Лицарський Хрест ордена Франца Йосифа (Австрійський орден Франца Йосипа) (1899);
- Орден Залізної Корони 3-го ступеня (1909);
- Духовний Хрест за службу на біло-червоній стрічці (1916);